# Caterina Barili
Caterina Barili, auch Caterina Barilli, Caterina Chiesa Barili-Patti und Caterina Chiesa Barilli-Patti, geborene Caterina Chiesa (* um 1810 in Rom; † 6. September 1870 in Rom) war eine italienische Opernsängerin (Sopran).

## Leben
Caterina Barili war Primadonna an verschiedenen italienischen Opernhäusern und trat z. B. als Elvira in Vincenzo Bellinis Oper I puritani am Teatro San Carlo in Neapel. Anfang der 1840er Jahre hatte sie ein Engagement am Opernhaus von Madrid. Ende der 1840er Jahre verlor sie ihre Stimme, der New York Herald stellte 1848 anlässlich ihres Auftrittes in Bellinis I Capuleti e i Montecchi im Castle Garden fest: „her voice is a mere wrack - a ruin“.
In erster Ehe war sie mit dem Komponisten Francesco Barili verheiratet (der sie auch ausbildete), nach dessen Tod heiratete sie den Sänger und Impresario Salvatore Patti. Sie hatte insgesamt acht Kinder, die allesamt Musiker wurden: aus der Ehe mit Barili die Sänger Clotilda, Ettore und Nicola sowie den Sänger und Dirigenten Antonio Barili, aus der Ehe mit Patti die berühmte Sängerin Adelina Patti und deren Geschwister Amelia und Carlotta, die gleichfalls als Sänger bekannt wurden und den Geiger und Dirigenten Carlo.